# Qualificazioni al campionato mondiale di calcio a 5 2012 - CONMEBOL
Il torneo sudamericano di qualificazione alla FIFA Futsal World Cup 2012 è stata una competizione disputata dalle dieci migliori nazionali del CONMEBOL valida per la qualificazione al Campionato del mondo di calcio a 5 del 2012 in Thailandia . Si è tenuto dal 15 al 22 aprile 2012 Gramado, Brasile. Le semifinaliste si qualificheranno per il Campionato del mondo 2012. Tutte le partite sono state disputate presso il Centro Municipal de Deportes José Francisco Perini.

## Fase a gironi
Il sorteggio si è tenuto il 3 marzo 2011. Le dieci squadre sono state divise in due gruppi da cinque.

### Gruppo A
| Squadra   | Pd | V | N | P | GF | GS | DR  | Pt |
| --------- | -- | - | - | - | -- | -- | --- | -- |
| Brasile   | 4  | 4 | 0 | 0 | 37 | 1  | +36 | 12 |
| Argentina | 4  | 3 | 0 | 1 | 16 | 5  | +11 | 9  |
| Cile      | 4  | 1 | 1 | 2 | 11 | 20 | −9  | 4  |
| Perù      | 4  | 1 | 1 | 2 | 9  | 20 | −11 | 4  |
| Bolivia   | 4  | 0 | 0 | 4 | 6  | 33 | −27 | 0  |

| Gramado 15 aprile 2012, ore 12:00 | Brasile | 15 – 1 | Bolivia |  |

| Gramado 15 aprile 2012, ore 14:00 | Argentina | 6 – 0 | Cile |  |

| Gramado 16 aprile 2012, ore 17:30 | Argentina | 6 – 2 | Bolivia |  |

| Gramado 16 aprile 2012, ore 19:15 | Brasile | 9 – 0 | Perù |  |

| Gramado 17 aprile 2012, ore 15:00 | Cile | 4 – 4 | Perù |  |

| Gramado 17 aprile 2012, ore 21:00 | Brasile | 3 – 0 | Argentina |  |

| Gramado 18 aprile 2012, ore 16:00 | Argentina | 4 – 0 | Perù |  |

| Gramado 18 aprile 2012, ore 19:45 | Cile | 7 – 0 | Bolivia |  |

| Gramado 19 aprile 2012, ore 15:00 | Perù | 5 – 3 | Bolivia |  |

| Gramado 19 aprile 2012, ore 19:00 | Brasile | 10 – 0 | Cile |  |

### Gruppo B
| Squadra   | Pd | V | N | P | GF | GS | DR  | Pt |
| --------- | -- | - | - | - | -- | -- | --- | -- |
| Colombia  | 4  | 3 | 0 | 1 | 19 | 8  | +11 | 9  |
| Paraguay  | 4  | 3 | 0 | 1 | 15 | 9  | +6  | 9  |
| Uruguay   | 4  | 2 | 0 | 2 | 13 | 12 | +1  | 6  |
| Venezuela | 4  | 2 | 0 | 2 | 12 | 17 | −5  | 6  |
| Ecuador   | 4  | 0 | 0 | 4 | 9  | 22 | −13 | 0  |

| Gramado 15 aprile 2012, ore 16:00 | Uruguay | 2 – 1 | Venezuela |  |

| Gramado 15 aprile 2012, ore 18:00 | Paraguay | 3 – 0 | Ecuador |  |

| Gramado 16 aprile 2012, ore 14:00 | Paraguay | 6 – 0 | Venezuela |  |

| Gramado 16 aprile 2012, ore 16:00 | Colombia | 3 – 1 | Uruguay |  |

| Gramado 17 aprile 2012, ore 17:00 | Venezuela | 5 – 4 | Colombia |  |

| Gramado 17 aprile 2012, ore 19:00 | Uruguay | 8 – 4 | Ecuador |  |

| Gramado 18 aprile 2012, ore 14:00 | Venezuela | 6 – 5 | Ecuador |  |

| Gramado 18 aprile 2012, ore 17:45 | Colombia | 7 – 2 | Paraguay |  |

| Gramado 19 aprile 2012, ore 17:00 | Paraguay | 4 – 2 | Uruguay |  |

| Gramado 19 aprile 2012, ore 21:00 | Ecuador | 0 – 5 | Colombia |  |

## Eliminazione diretta
|  | Semifinali        | Semifinali        | Semifinali |          |                    | Finale             | Finale          | Finale          |  |
|  |                   |                   |            |          |                    |                    |                 |                 |  |
|  | Colombia          | Colombia          | 0          |          |                    |                    |                 |                 |  |
|  | Colombia          | Colombia          | 0          |          |                    |                    |                 |                 |  |
|  | Argentina         | Argentina         | 1          |          |                    |                    |                 |                 |  |
|  | Argentina         | Argentina         | 1          |          | Argentina (d.c.r.) | Argentina (d.c.r.) | 1 (7)           |                 |  |
|  |                   |                   |            |          | Argentina (d.c.r.) | Argentina (d.c.r.) | 1 (7)           |                 |  |
|  |                   |                   | Paraguay   | Paraguay | 1 (6)              |                    |                 |                 |  |
|  | Brasile           | Brasile           | Paraguay   | Paraguay | 1 (6)              | 3                  |                 |                 |  |
|  | Brasile           | Brasile           |            |          |                    | 3                  |                 |                 |  |
|  | Paraguay (d.t.s.) | Paraguay (d.t.s.) | 5          |          |                    | Finale 3º posto    | Finale 3º posto | Finale 3º posto |  |
|  | Paraguay (d.t.s.) | Paraguay (d.t.s.) | 5          |          |                    |                    |                 |                 |  |
|  |                   |                   |            |          |                    |                    |                 |                 |  |
|  |                   |                   |            |          |                    | Colombia           | Colombia        | 1               |  |
|  |                   |                   |            |          |                    | Colombia           | Colombia        | 1               |  |
|  |                   |                   |            |          |                    | Brasile            | Brasile         | 5               |  |

### 9º - 10º posto
| Gramado 21 aprile 2012, ore 09:00 | Bolivia | 5 – 4 | Ecuador |  |

### 7º - 8º posto
| Gramado 21 aprile 2012, ore 11:00 | Perù | 5 – 3 | Venezuela |  |

### Semifinali
| Gramado 21 aprile 2012, ore 14:00 | Colombia | 0 – 1 | Argentina |  |

| Gramado 21 aprile 2012, ore 16:00 | Brasile | 3 – 5 (d.t.s.) | Paraguay |  |

### 5º - 6º posto
| Gramado 22 aprile 2012, ore 07:30 | Cile | 1 – 3 | Uruguay |  |

### Finale 3º - 4º posto
| Gramado 22 aprile 2012, ore 09:30 | Colombia | 1 – 5 | Brasile |  |

### Finale
| Gramado 22 aprile 12:00                      | Argentina            | 1 – 1 | Paraguay |  |
| \| \| \| \| \| \| Tiri di rigore 7 – 6 \| \| |                      |       |          |  |
|                                              |                      |       |          |  |
|                                              | Tiri di rigore 7 – 6 |       |          |  |

## Classifica finale
| Squadre qualificate al FIFA Futsal World Cup 2012 |

| Posizione | Squadra   |
| --------- | --------- |
| 1         | Argentina |
| 2         | Paraguay  |
| 3         | Brasile   |
| 4         | Colombia  |
| 5         | Uruguay   |
| 6         | Cile      |
| 7         | Perù      |
| 8         | Venezuela |
| 9         | Bolivia   |
| 10        | Ecuador   |